# Острова Лихир
Острова Лихир (англ. Lihir Islands) — архипелаг в юго-западной части Тихого океана, принадлежащий Папуа — Новой Гвинее. Является частью островной дуги, протянувшейся от вдоль 600 км побережья острова Новая Ирландия. Административно относятся к провинции Новая Ирландия региона Айлендс.

## География
Острова Лихир лежат в 50 км севернее центральной части восточного побережья острова Новая Ирландия. Острова являются частью дуги островов Табар — Лихир — Танга — Фени. Группа состоит из 5 островов: Лихир (главный остров архипелага, официально называющийся Ниолам), Самбиет, Мали, Манур и Масахет. Общая площадь суши островов около 205 км². Острова окружены коралловыми рифами. Имеются многочисленные короткие реки.
В геологическом отношении 4 последних острова представляют собой руины миоценовых вулканов, а первый — плейстоценовый массив с двумя слившимися в один вулканами. Первый безымянный вулкан образует южную оконечность острова Лихир. Второй — Сумун — имеет высоту 853 м (высшая точка островов). Имеет диаметр 20 км, сложен оливиновыми базальтами и трахитами. В его кальдере имеются сольфатарные источники. Проявляется геотермальная активность. Северо-восточная часть кальдеры затоплена морем и превратилась в залив Луиза-Харбор. Вдоль берега острова имеются также 4 подводных вулканических конуса
Климат островов субэкваториальный. Температуры в течение года колеблются в интервале +19 — +35 °С. Среднегодовое количество осадков — 4800 мм. Острова покрыты влажными тропическими лесами.

## История
Первым европейцем, увидевшим острова, стал в апреле 1643 года Абель Тасман. В 1885 году Лихир стали частью германских колоний в Океании, а с 1899 года они были административно подчинены Германской Новой Гвинее. В 1914 году архипелаг был занят австралийскими войсками, а после окончания Первой мировой войны острова Лихир были переданы под управление Австралии. С 1975 года они являются частью независимого государства Папуа — Новая Гвинея.

## Население
Население островов постепенно увеличивается. В 2000 году на островах проживало 12 500 человек, а по данным на 2007 — около 18 000. 99 % жителей являются католиками, 1 % придерживается традиционных верований. Большинство деревень острова расположено на побережье. Наибольшим населенным пунктом островов является Лондоловит.
На островах Лихир говорят на одноимённом языке.

## Экономика
В 1982 году на островах были открыты месторождения золотоносных руд. В период с 1983 по 1995 годы происходило строительство рудника и отработка процесса добычи. С 1995 года на островах добывается золото. Добыча золота постоянно увеличивается, и в 2008 году было получено 771 000 унций золота. Запасы оцениваются в 28,8 миллионов унций; резервные запасы — 43 миллиона унций. Добыча золота осуществляется компанией Lihir Gold Limited. На добыче золота работают 3000 островитян.